# The Marrying Man
The Marrying Man (titulado Ella siempre dice sí en España y Esa rubia debilidad en Hispanoamérica) es una comedia romántica de 1991 dirigida por Jerry Rees, escrita por Neil Simon y protagonizada por Alec Baldwin y Kim Basinger, la cual fue nominada a un Golden Raspbery a la peor actuación. 

## Argumento
Charley Pearl (Alec Baldwin) es el heredero de una empresa de dentífricos y mujeriego que no necesita trabajar para disfrutar de sus aficiones. El argumento se centra en que está prometido con Adele (Elisabeth Shue), hija del presidente de una productora discográfica que le advierte de que si no la hace feliz, le hará pasar por un calvario.
En la noche de su despedida de soltero acude con sus cuatro amigos que aspiran a triunfar en la vida. Cuando llegan a Las Vegas, conocen a Vicky Anderson (Kim Basinger), una cantante atractiva por la que Charley empieza a encapricharse sin darse cuenta de que está relacionada con su amante Siegel (Armand Assante), un peligroso gánster que cuando los pilla a los dos en la cama, en vez de reaccionar con represalias, le fuerza a casarse con ella a pesar de estar prometido con otra.
Cuando Adele y su padre se enteran por la prensa, este les pide disculpas y se divorcia de Vicky para continuar con los planes de boda, sin embargo, es incapaz de quitarse a la cantante de la cabeza y le pide volver a casarse legalmente. Vicky acepta, aunque para ello debe quedarse dos años en Boston mientras Charley se hace al cargo de los negocios familiares tras el fallecimiento de su padre. Esto provoca problemas maritales en la pareja a lo largo de la película hasta que decide abandonar la empresa y montar un estudio de cine para que su mujer tenga la oportunidad de ser actriz, sin embargo la empresa va a la quiebra y vuelven a divorciarse, aun así consiguen formar una familia.
Al cabo de un tiempo, sus amigos han conseguido triunfar mientras que Charley se niega a reunirse con ellos por miedo a admitir su fracaso hasta que uno de ellos le reconoce. A pesar de la depresión sigue optimista y les dice que está trabajando en una nueva marca de computadoras, mientras tanto, vuelve a reencontrarse con Vicky en el escenario mientras le enseña a sus amigos el anillo de compromiso que tenía pensado darle. No obstante, en una de sus actuaciones, la mujer baila alrededor de la mesa y tras darle un beso le quita el anillo para ponérselo después.

## Reparto
- Alec Baldwin es Charley Pearl.
- Kim Basinger es Vicki Anderson.
- Armand Assante es Bugsy.
- Paul Reiser es Phil.
- Fisher Stevens es Sammy.
- Steve Hytner es George.
- Peter Dobson es Tony.
- Robert Loggia es Lew Horner.
- Elisabeth Shue es Adele.